# 서원주 나들목
서원주 나들목(W.Wonju IC)은 강원특별자치도 원주시 지정면 월송리에 설치된 광주원주고속도로의 8번 교차로이다. 인근에 원주기업도시가 있다.

## 개요
광주원주고속도로 계획 당시에는 건설 계획이 없었던 나들목이다. 2007년 원주시에서 지정면 일대에 원주기업도시 조성 계획을 추진하면서 이에 대한 기반 시설로 나들목 추가 설치 필요성이 제기되었으며 2007년 10월 15일에 열린 제2영동고속도로 민간투자사업 주민설명회에서 지정면 일대에 나들목 설치 계획이 없는 것으로 발표되자 인근 주민과 원주시에서 나들목 설치를 건의했다. 2008년 12월 10일에는 나들목 추가 설치를 위한 첫 실무대회가 개최되었으며, 약 5년 간의 추진 끝에 2012년 3월 6일 원주시와 제2영동고속도로가 나들목 설치를 위한 업무협약을 체결하고 본격적인 설계에 들어가, 2013년 1월에는 실시설계 용역 착수, 2013년 12월 16일에는 월송2리 마을회관에서 주민설명회가 열렸으며, 2014년 4월 21일부터는 편입용지 보상에 착수했다. 설계 당시 가칭은 월송 나들목이었으나 2015년 12월 31일에 명칭을 지금의 명칭인 서원주 나들목으로 확정했다.
2016년 11월 11일 광주원주고속도로 개통과 함께 이 나들목도 개통될 예정이었지만, 원주시와 제2영동고속도로에서 나들목 운영 비용 부담 문제로 갈등을 빚어 이 나들목만 개통하지 못했다.
2017년 2월 8일 원주시의회가 제192회 임시회 본회의에서 원주시가 제출한 '원주기업도시 활성화를 위한 서원주 나들목 운영 및 유지관리 협약서 동의안'을 심의·의결하여 이 나들목의 개통 문제를 해결했고, 같은 해 2월 28일에 개통되었다.

## 개통 연기
나들목 공정율이 85%에 이르던 2015년 9월, 이 나들목처럼 시 예산을 들여 건설되고 있는 동여주 나들목을 운영할 여주시와 원주시가 운영비용 절감 방안에 대해 논의하면서 '나들목 운영비는 국가가 부담해야 한다'면서 30년간 운영비를 지방자치단체에서 부담하는 것은 부당하는 합의점을 도출하면서 문제가 제기되었다. 또한 2016년 10월 10일에 열린 원주시의회 임시회에서 원주시에서 제2영동고속도로와 맺은 나들목 추가 건설에 대한 협약에 모든 비용을 원주시에서 부담한다고 되어 있다는 것을 알게 되면서 나들목 건설 비용과 연결도로 건설 비용을 모두 부담한 상태에서 30년뒤 국가로 기부채납될 나들목 운영비까지 부담하는 것은 안그래도 열악한 원주시 재정에 무리를 주는 불공정한 계약이며, 협약 당시 시의회와 사전 협의나 통보없이 이루어졌기 때문에 지방자치법을 위반했다고 지적했다.
나들목 운영사인 제2영동고속도로에서는 기존 협약을 이행하지 않을 경우 나들목 통행을 막겠다는 나들목 봉쇄 카드를 들고 나왔고, 다급해진 원주지방국토관리청에서 중재에 나서고 원주시의회에서 정상 기일에 개통해줄 것을 요구했지만, 입장차를 좁히지 못해 11월 11일 광주원주고속도로가 개통할 때 서원주 나들목만 개통되지 못했다.

## 연혁
- 2007년 10월 15일 : 제2영동고속도로 민간투자사업 주민설명회에서 나들목 설치 건의[2]
- 2012년 3월 6일 : 나들목 설치를 위한 업무협약 체결[4]
- 2013년 1월 : 실시설계 용역 착수[5]
- 2013년 12월 16일 : 월송2리 마을회관에서 기본 및 실시설계 주민설명회 개최[5]
- 2014년 4월 21일 : 편입용지 보상 착수[6]
- 2015년 2월 24일 : 나들목 신설을 위해 원주시 도시계획시설 교통광장에 지정면 월송리 일원을 월송 나들목으로 고시[17]
- 2015년 12월 31일 : 명칭을 서원주 나들목으로 확정[7]
- 2016년 10월 20일 : 원주시 도시계획시설 교통광장 명칭을 서원주 나들목으로 변경 고시[18]
- 2017년 2월 28일 : 나들목 개통[19]

## 구조물 정보
- 위치: 강원특별자치도 원주시 지정면 월송리
- 영업소: 강원특별자치도 원주시 지정면 가마골길 21-20

## 접속하는 도로
- 월송석화로

## 교통량 정보
| 요금소          | 통행량 (대/일) | 통행량 (대/일) | 통행량 (대/일) | 통행량 (대/일) | 각주   |
| 요금소          | 2016년         | 2017년         | 2018년         | 2019년         | 각주   |
| --------------- | -------------- | -------------- | -------------- | -------------- | ------ |
| 서원주 (폐쇄식) | 미개통         | 1,274          | 1,861          | 2,380          | [ 20 ] |